# Tricophilie

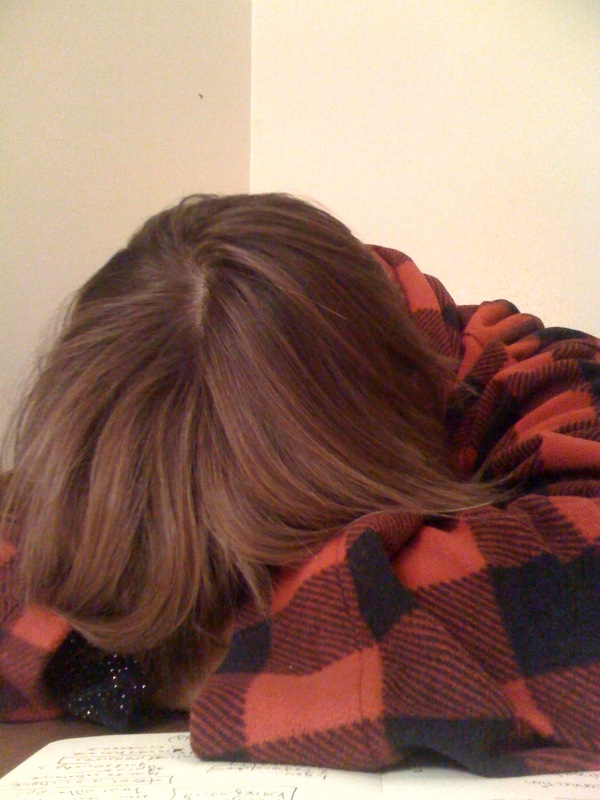

La tricophilie (ou plus certainement trichophilie) est une paraphilie dans laquelle un individu est sexuellement attiré par la pilosité humaine ; plus communément les cheveux selon la classification DSM.
L'excitation sexuelle peut survenir en observant, touchant ou mangeant tout type de poils, incluant notamment les cheveux, les poils pubiens ou la fourrure.
Le fétichisme des cheveux est une paraphilie connexe dans laquelle un individu est sexuellement attiré par sa propre coupe de cheveux, par le fait de couper les cheveux des autres, de regarder d'autres individus se faire coiffer ou d'observer quelqu'un ayant une coupe de cheveux particulière, qu'ils soient longs, courts ou rasés. 
Couper ou s'occuper des cheveux donne la même sensation de bien-être que les massages ou les caresses. Lors d'une coupe ou d'une teinte de cheveux, le corps produit des endorphines, et les individus prennent ainsi du plaisir. Les tricophiles peuvent également s'occuper des cheveux d'individus qu'ils n'ont jamais vus, ou voler des objets liés à la coiffure comme des bigoudis dans un espace public. D'autres individus tricophiles fantasmeraient ou voudraient littéralement « se frotter contre les cheveux de quelqu'un ».  Ils peuvent aimer caresser, brosser, coiffer ou laver les cheveux d'autres personnes et/ou aimer que l'on s'occupe de leurs cheveux.

## Prévalence

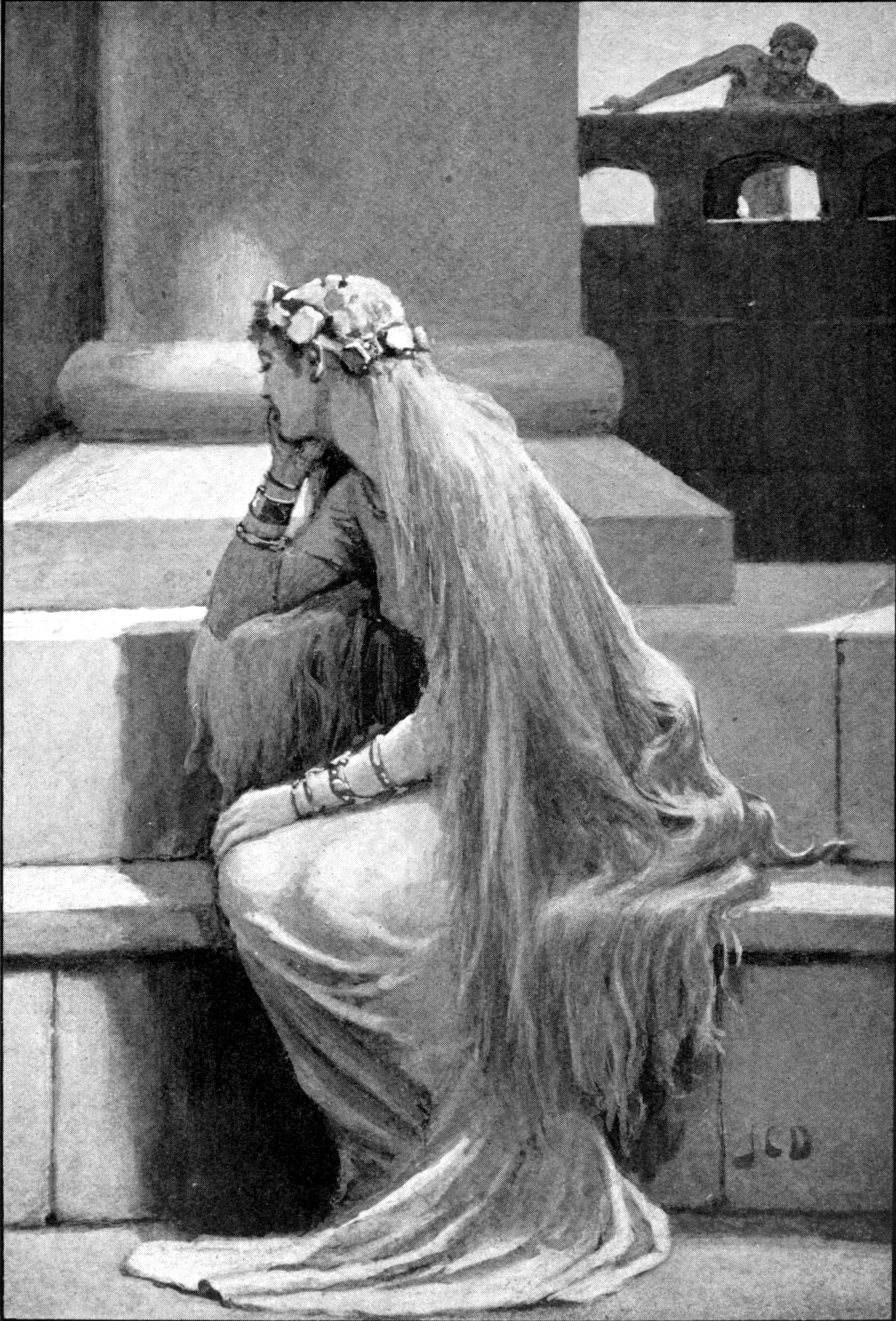
Sif de Dollman.

Dans l'ordre de déterminer la prévalence relative des différents fétiches, des scientifiques ont obtenu plusieurs avis d'environ 5 000 individus dans le monde, en 2007, sur 381 forums de discussion sur Internet. Les prévalences relatives ont été estimées à l'aide (a) d'un nombre de groupes attirés par un fétiche particulier, (b) du nombre d'individus participant aux groupes et (c) du nombre de messages échangés. 7 pour cent de ces individus se seraient sexuellement tournés vers les cheveux (contre 12 pour les sous-vêtements, 4 pour les parties génitales, 3 pour les seins, 2 pour les fesses, et moins d'un pour cent pour les poils corporels,). Sigmund Freud explique que la coupe des cheveux d'une femme par un homme pourrait représenter la peur et/ou le concept de la castration. Signifiant ainsi que les longs cheveux d'une femme représentent un pénis figuratif et que couper ses cheveux ferait sentir, à l'homme qui les coupe, de la domination.

## Histoire
Le fétiche des coupes de cheveux trouve ses racines à la fois dans la Grèce antique, dans les récits bibliques, les rites religieux et les guerres. Dans la mythologie de Samson et Dalila, la force est associée aux cheveux. Dans les religions chrétiennes, bouddhistes et hindoues la tonsure est un rite établi combinant la privation de cheveux avec la pureté du corps.  Chez les Amérindiens, traditionnellement, les cheveux sont considérés comme sacrés et ne doivent être coupés qu'en cas de deuil.  
Dans les guerres anciennes ou modernes, la scalpation ou la tonte furent de tout temps pratiquées. Pendant la guerre de Vendée et la Chouannerie, les Vendéens et les Chouans avaient pour habitude de tondre les prisonniers républicains. Ceux-ci étaient ensuite libérés après avoir prêté le serment de ne plus se battre contre les royalistes, ils pouvaient ainsi être reconnus s'ils trahissaient leur serment. À la Libération, les femmes accusées d'avoir entretenu des liaisons avec des soldats ennemis étaient parfois tondues.
En 2010, Danilo Restivo, un Italien fétichiste des cheveux, est arrêté en Angleterre pour meurtre.

## Traits tricophiles dans la littérature
Dans le folklore irlandais, la belle Caer Ibormaith, qui vit parfois sous la forme d'un cygne et dont le dieu de l'amour Oengus tombe amoureux, est décrite comme ayant de longs cheveux à la couleur des blés qui tombaient jusqu'au derrière de ses genoux. 
Dans le roman Cligès ou la Fausse Morte écrit par Chrétien de Troyes, Soredamor, nièce du roi Arthur, dissimule l'un de ses cheveux parmi des fils d'or cousus sur une chemise que la reine donne en guise de récompense à celui que Soredamor aime, Alexandre, fils de l'empereur de Constantinople et chevalier de la cour du roi Arthur.
Dans la légende celtique de Tristan et Iseut, le roi Marc'h décrète qu’il épousera celle à qui appartient le cheveu blond, déposé le matin même par deux hirondelles, qui appartient en fait à Iseut, ce qui lance Tristan dans une quête.
Dans le roman de Lancelot du Lac écrit encore une fois par Chrétien de Troyes, de loin ayant observé la reine Guenièvre à la source, le chevalier Lancelot trouve alors le peigne en or posé dessus la margelle, avec encore des cheveux accrochés à ses dents. Ce peigne appartient à la reine Guenièvre, passée par là alors que Méléagant l’emmenait chez lui. Lancelot ne discute pas quand la demoiselle réclame le peigne, mais tient absolument à récupérer les cheveux blonds.  Il semble leur vouer une adoration, défaillant, s’évanouissant et manquant de tomber de cheval, puis serrant les cheveux sur son cœur comme la plus précieuse des reliques.  Dans le cycle arthurien, il est aussi fait une longue mention sur la chevelure d'Élaine d'Astolat, qui mourut d'amour pour Lancelot : « Dans la chambre se tenait Elaine, le visage grave, sa chevelure d’or envahissant ses épaules en lourdes vagues. »
Dans le conte allemand de Raiponce recueilli par les frères Grimm, le prince charmant peut venir jusqu'à elle dans la tour où elle a été enfermée par une sorcière en montant à ses cheveux blonds qui sont anormalement longs.
Dans la littérature médiévale, les cheveux des femmes semblent revêtir une place si importante dans l'imaginaire qu'au grand siècle des Temps Modernes la tendance continue avec la baronne Marie-Catherine d'Aulnoy qui désigne le personnage principal de l'un de ses contes comme étant la Belle au cheveux d’or et donne beaucoup de précisions sur sa chevelure : « La Belle aux Cheveux d'Or car ses cheveux étaient plus fins que de l'or, et blonds par merveille, tout frisés, qui lui tombaient jusque sur les pieds. Elle allait toujours couverte de ses cheveux bouclés, avec une couronne de fleurs sur la tête et des habits brochés de diamants et de perles, si bien qu'on ne pouvait la voir sans l'aimer. »  Cette dame sans nom qualifiée uniquement par son type de cheveux n'est pas sans rappeler le personnage de Boucles d'or dans le conte écossais Boucles d'or et les Trois Ours recueilli par les frères Grimm.
Il n'y a pas que les cheveux des belles femmes dont on parle dans les contes.  Il est aussi fait mention de la belle chevelure de Lancelot.  Lancelot envoie porte de ses cheveux à la reine Guenièvre pour qu'elle sache qu'il est toujours vivant.  Dans le conte de fée italien Lancelot, roi de Provins (qui n'a rien à voir avec Lancelot du Lac) figurant dans le premier volume du recueil Les Nuits facétieuses écrit par Giovanni Francesco Straparola, il est question de trois enfants dont la chevelure magique produit des pierres précieuses.
La chevelure du Diable n'échappe pas non plus à la littérature.  Dans le conte allemand Les Trois Cheveux d'or du Diable ou Le Diable et ses trois cheveux d'or recueillis par les frères Grimm, le roi réclame qu'on lui rapporte 3 cheveux d'or du Diable.  Cette possession des cheveux du Diable devait lui apporter, on l'imagine, un sentiment de puissance incroyable.